# Hiob (Pawłyszyn)
Hiob, imię świeckie Wasyl Stepanowycz Pawłyszyn (ur. 5 czerwca 1956 w Koniuchach, zm. 8 lutego 2019) – ukraiński duchowny prawosławny, biskup Ukraińskiego Autokefalicznego Kościoła Prawosławnego, Ukraińskiego Kościoła Prawosławnego Patriarchatu Kijowskiego, następnie (w stanie spoczynku) Kościoła Prawosławnego Ukrainy.

## Życiorys
Absolwent Instytutu Politechnicznego we Lwowie (1981). W roku ukończenia świeckich studiów podjął naukę w seminarium duchownym w Leningradzie. W 1982 arcybiskup tichwiński Meliton wyświęcił go na diakona, zaś rok później – na kapłana. Od 1984 służył w różnych parafiach eparchii lwowskiej i tarnopolskiej. W 1990 przeszedł w jurysdykcję Ukraińskiego Autokefalicznego Kościoła Prawosławnego i wszedł w skład zarządu eparchii tarnopolsko-buczackiej tegoż Kościoła.
Od 11 maja 1995 biskup krzemieniecko-zbaraski Ukraińskiego Kościoła Prawosławnego Patriarchatu Kijowskiego. Od 2004 arcybiskup tarnopolski i buczacki. W 2012 przeszedł w stan spoczynku.